# Aditya Mittal
Aditya Mittal é um industrial indiano filho de Lakshmi Mittal. É Chief Financial Officer da ArcelorMittal.